# Boeing 367-80
El Boeing 367-80, o "Dash 80" como era conocido en la Boeing, fue un prototipo de avión de reacción estadounidense fabricado para demostrar las ventajas de los aviones comerciales con motor a reacción frente a los aviones comerciales con motores de pistón.

## Desarrollo
Se considera que el Dash 80 fue el prototipo del avión de reabastecimiento aéreo KC-135 Stratotanker y del avión de pasajeros 707. Fue fabricado en menos de dos años, desde que el proyecto fue iniciado en 1952. Fue presentado en público el 14 de mayo de 1954, tras haberse gastado un total de 16 millones de dólares en su desarrollo. En aquel tiempo supuso un riesgo para Boeing, ya que no tenía a ningún cliente que respaldase la compra.
El único ejemplar fabricado fue empleado hasta el año 1969. En la actualidad está en exposición en el Steven F. Udvar-Hazy Center, un anexo del Museo Nacional del Aire y el Espacio del Instituto Smithsoniano, situado en el Aeropuerto Internacional Washington Dulles.
El 6 de agosto de 1955, en Seafair, el piloto de pruebas Tex Johnston llevó a cabo un doble "tonel" a 500 pies de altitud, ganando altura hasta 1500 pies durante el giro. Esta historia aparece en un vídeo llamado Frontiers of Flight - The Jet Airliner producido por el National Air and Space Museum en asociación con la Smithsonian Institution en 1992. El giro puede verse en vídeo en la página AviationExplorer.com. Hasta la fecha, Johnston es el único piloto que ha llevado a cabo esto con un avión cuatrimotor de transporte (por supuesto otras aeronaves de transporte de buen tamaño han realizado toneles: el Vulcan XA890 fue hecho girar por Roly Falk en la primera jornada del 55' Farnborough Airshow, pero esta aeronave era un bombardero subsónico).

## Especificaciones
Referencia datos: Boeing Aircraft since 1916

### Características generales
- Tripulación: Tres
- Longitud: 39 m (127,8 ft)
- Envergadura: 39,5 m (129,7 ft)
- Altura: 11,6 m (38 ft)
- Superficie alar: 223 m² (2400,4 ft²)
- Peso vacío: 41 870 kg (92 281,5 lb)
- Peso cargado: 86 360 kg (190 337,4 lb)
- Planta motriz: 4× turborreactor Pratt & Whitney JT3C.
  - Empuje normal: 44,5 kN (4538 kgf; 10 004 lbf) de empuje cada uno.

### Rendimiento
- Velocidad máxima operativa (Vno): 937 km/h (582 MPH; 506 kt) a 7600 m
- Velocidad crucero (Vc): 886 km/h (551 MPH; 478 kt)
- Alcance: 5683 km (3069 nmi; 3531 mi)
- Techo de vuelo: 13 110 m (43 012 ft)
- Régimen de ascenso: 12,7 m/s (2500 ft/min)

## Aeronaves relacionadas

### Desarrollos relacionados
- Boeing RC-135
- Boeing KC-135 Stratotanker
- Boeing C-135 Stratolifter
- Boeing C-137 Stratoliner
- Boeing 707
- Boeing 720
- Boeing 727
- Boeing 737

### Aeronaves similares
- Convair 880
- Douglas DC-8

### Secuencias de designación
- Secuencia Numérica (interna de Boeing): ← 344 - 345 - 367 - 367-80 - 377 - 400 - 450 →